# Ophiomyia subtilis
Ophiomyia subtilis är en tvåvingeart som beskrevs av Spencer 1977. Ophiomyia subtilis ingår i släktet Ophiomyia och familjen minerarflugor. Inga underarter finns listade i Catalogue of Life.